# Большая глина № 4
Большая глина № 4 (англ. Big Clay #4) — скульптура швейцарского художника Урса Фишера, презентующая акт творения, созидания, преображения. Создана в 2013—2014 годах, выставлялась в Нью-Йорке (2015) и Флоренции (2017). С 15 августа 2021 по 28 июля 2025 года находилась на Болотной набережной Москвы перед входом в центр современного искусства «Дом культуры ГЭС-2». Скульптура получила известность по причине крайне неоднозначных оценок, высказанных после её установки.

## Описание
Представляет собой 13-метровую алюминиевую копию положенных друг на друга кусков глины, которые когда-то разминал в руках автор. Изображения кусков глины увеличены по сравнению с оригиналом примерно в 50 раз. На время нахождения в Москве располагалась по соседству с Храмом Христа Спасителя и памятником Петру Первому.

## Экспозиции

### Нью-Йорк
В 2015 году скульптуру на полгода устанавливали в Манхэттене.

### Флоренция
В 2017 году на четыре месяца выставлялась на площади Синьории.

### Москва

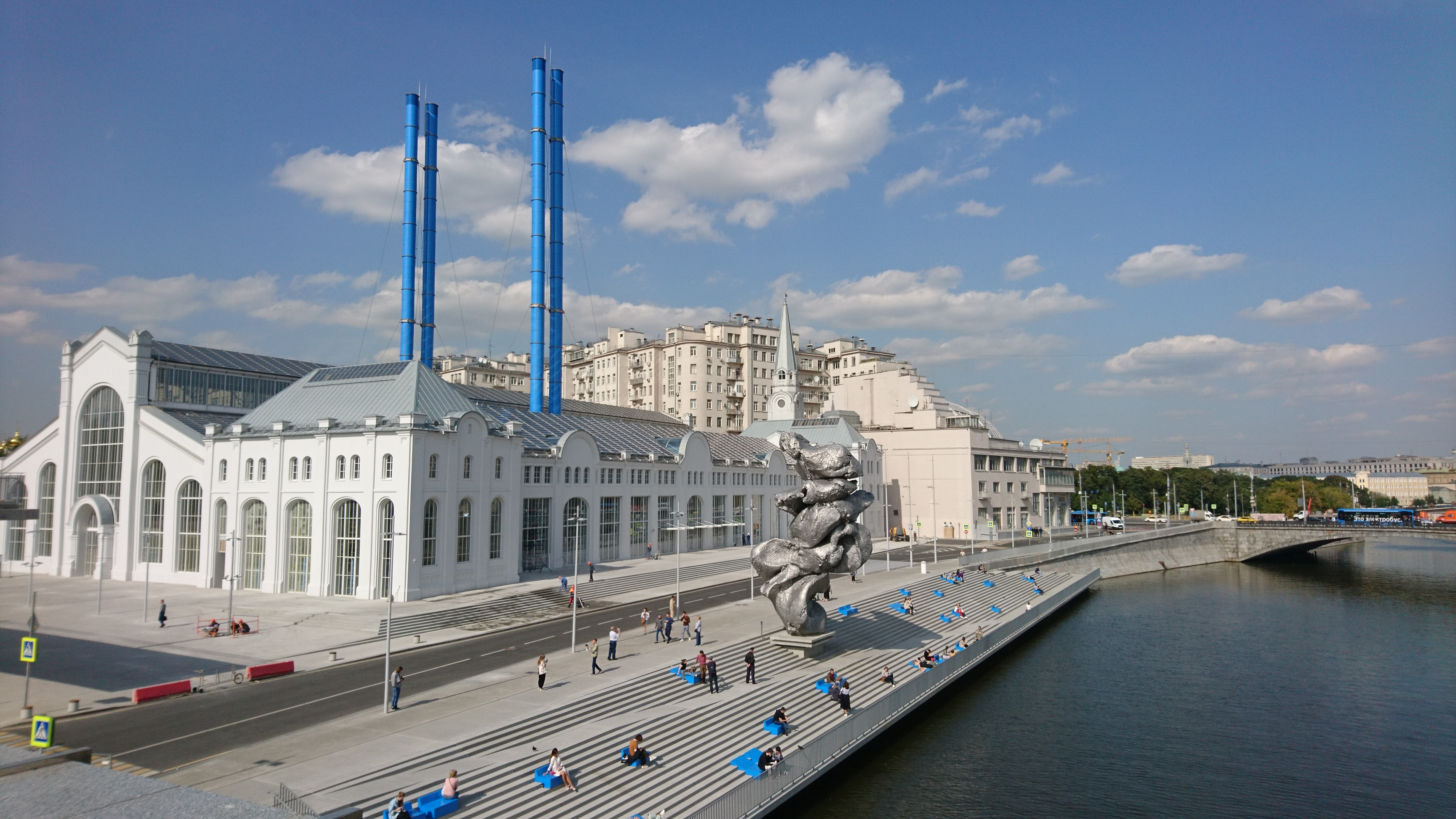
Вид на скульптуру с Патриаршего моста

Скульптура была установлена 16 августа 2021 года в районе Якиманка на Болотной набережной, рядом со зданием бывшей электростанции ГЭС-2, (в берёзовой роще по другую сторону здания размещён объект «Пространство света» итальянца Джузеппе Пеноне). Временная, сроком менее года, экспозиция была согласованна Фондом V-A-C с мэром Москвы, главным архитектором Москвы и министром культуры России.
Сбор скульптуры производился по частям, в установке участвовали порядка 20 рабочих с использованием крана. Скульптура была полностью смонтирована 15 августа (по другим данным, 16 августа).
Приурочена установка была к запуску в эксплуатацию нового образовательно и арт-кластера столицы — «Дома культуры ГЭС-2». Выбор скульптуры Фишера в качестве первого, «пускового», арт-объекта «ГЭС-2» не был случайным: «… она олицетворяет то, что будет проходить в стенах „ГЭС-2“. Все-таки открывается не музей, а дом культуры. В нём будут всевозможные студии, куда будут приходить те же дети и лепить из пластилина и глины свои произведения искусства».
28 июля 2025 года начался демонтаж скульптуры. Решение о демонтаже было объяснено стремлением обеспечить запланированную ротацию арт-объектов.

## Критика

Общий вид скульптуры на фоне ГЭС-2

Оценки нового московского арт-объекта были смешанными. В официальном инстаграме «ГЭС-2» скульптура описывалась как «монументальная по своим масштабам», причём эта работа «превращается в символ творчества, простоты и действенности человеческого жеста».
Скульптура вызвала негативную реакцию у москвичей, которые в отзывах в соцсетях нередко сравнивали её с фекалиями. Юморист и телеведущий Максим Галкин сравнил скульптуру с «12-метровой стопкой не очень аккуратного дерьма». До этого, ещё во время экспонирования скульптуры на Манхеттене в 2015 году критик Джереми Сиглер назвал её «самым дорогим говном в художественном казино» (англ. the most expensive turd in the art casino). Сам Урс Фишер в ответ на эти обвинения заявил, что «Искусство — это то, что вы из него делаете. Если вы видите цветок, это цветок. Если вы видите кусок дерьма, это кусок дерьма». По мнению урбаниста Павла Гнилорыбова, реакция москвичей обусловлена отставанием от общемировых тенденций и со временем неприятие пройдёт: «Будут ли сравнивать с горой фекалий? Будут, но через такую иронию. Сначала отрицание, а затем уже через принятие идет вовлечение в область современного искусства».
Заслуженный архитектор России, академик Академии архитектурного наследия Андрей Анисимов высказался более сдержанно, сказав, что на него скульптура не производит впечатления: «Мне кажется, в этом есть доля провокации. Непонятно, нужна ли она. К такому искусству мало кто готов. Сначала это надо обкатывать в более подготовленной среде». Аналогично, архитектор Елена Тальская заявила, что скульптуре Фишера не место на Якиманке, в исторической застройке, она должна находиться в галерее или музее современного искусства.
С другой стороны, директор Музея имени Андрея Рублева Михаил Миндлин высказал мнение о том, что если в центре города появляются современные здания, то должны появляться и современные арт-объекты: «У необразованных и ограниченных людей возникают странные ассоциации — это объясняется тем, что у кого чего болит, тот о том и говорит». Урбанист Аркадий Гершман прокомментировал неспособность большинства горожан по достоинству оценить работу тем, что «у обывателей зачастую не хватает образования и насмотренности, чтобы понять и оценить художественное значение арт-объекта».
По мнению куратора выставок Франческо Бонами, скульптура Фишера — «это памятник потребности человека творить, которой он наделен с самого раннего детства»; он также высказал уверенность, что в конечном итоге «Большая глина» «станет „гением места“, а ещё через 100 лет, как и ГЭС-2, настолько сольется с ДНК города, что одно лишь поползновение убрать её вызовет большой скандал». Архитектурный критик Григорий Ревзин отметил, что хотя «в замысле <…> это не было памятником, но здесь, в Москве, эта вещь <…> неожиданно им стала — памятником единению в ненависти, которую мы выливаем на страницы социальных сетей». Сходную точку зрения высказал и куратор выставок Кирилл Светляков, по мнению которого «неприятие скульптуры Фишера имеет социальную природу, а не эстетическую», поскольку «появление монумента с фекальной тематикой в качестве знакомства с новым музеем — жест элитистский. Нам как бы говорят, что хотим, то и ставим, мы продвинутые, а вы — нет, но вы можете приобщиться». По мнению искусствоведа, скульптура Фишера «сразу создает ситуацию конфронтации, и зритель реагирует на неё однозначно», однако при этом «само пространство выиграло. Без этой скульптуры оно было виртуальное, сухое, стерильное. „Большая глина № 4“ придало ему динамики, энергии, фактуры, которой там не было».
В описании скульптуры указывается, что «запечатленный в громадном размере обычный рабочий материал в самом начале обретения задуманной формы — знак незавершенности, преображения и становления» и что она «олицетворяет саму суть творчества, в процессе которого художник придает новый облик не только материи, но и миру вокруг».
При демонтаже скульптуры руководство «Дома культуры ГЭС-2» указало на то, что новый арт-объект должен стать развитием темы созидания, заложенной в «Большую глину № 4»: «Фишер запечатлел простой жест, знакомый с детства, — касание материала, из которого позже будет создано нечто новое. А что происходит после первого творческого импульса? Ответом на этот вопрос станет художественная работа, которая заменит „Большую глину № 4“».

## В искусстве
В 2022 году Гран-при ХХ фестиваля «Дух огня» в номинации «Золотая тайга — короткий метр» получил документальный фильм о Большой Глине № 4 «Триптих» (режиссёр — Яна Осман).